# 厄尼斯托·比薩羅
厄尼斯托·比薩羅（1991年4月12日—）是一名阿根廷單車運動員，曾代表國家參加2012年倫敦奧運的男子BMX賽，結果止步於半準決賽階段，並未獲得獎牌。